# Marion (Illinois)
Marion település az Amerikai Egyesült Államok Illinois államában, Williamson megyében, melynek megyeszékhelye is. Lakosainak száma 16 855 fő (2020. április 1.).

## Népesség
A település népességének változása:

| 2010 | 17 193 |
| 2020 | 16 855 |